# Шарпио, Елизавета Львовна
Елизавета Львовна (Роза Сусанна Елизавета) Шарпио (урожденная Кутлер; фр. Rosine-Elisabeth Charpiot [Kuttler]; 1786 или 1787 — 1850) — российский педагог, начальница мещанского училища в Москве (позднее Московский Александровский институт).

## Биография
Родилась в 1786 или 1787 году.
О её детстве и жизни в девичестве сведений почти не сохранилось; известно лишь, что Роза Сусанна Елизавета Кутлер вышла замуж за лектора французского языка при Императорском Казанском университете Георгия Шарпио, но вскоре овдовела. Имела дочь Софию-Зораиду Шарпио, в замужестве Страхову (1808 или 1809 — 28 марта 1874). В «Большой биографической энциклопедии» 2009 года Е. Шарпио описана как «генер.-лейтенантша», что скорее всего означает, что она позднее снова вступила вышла замуж за военачальника в таком звании.
С 15 июля 1805 года Роза Сусанна Елизавета Кутлер служила классной дамой «при мещанских воспитанницах» в Санкт-Петербургском воспитательном обществе благородных девиц (позднее Смольный институт благородных девиц). 21 марта 1807 года она оставила педагогическую деятельность ввиду замужества.
8 декабря 1824 года Елизавета Львовна Шарпио вновь поступила на службу, на должность помощницы инспектрисы Московского Александровского института; с 10 января 1828 года она была инспектрисой этого учебного заведения, в январе 1845 года была назначена в нем начальницей и оставалась в этой должности до самой смерти. 
За время своей продолжительной службы в Александровском институте Шарпио, помимо знаков отличия, неоднократно получала Высочайшие подарки при Высочайших рескриптах на ее имя, а также Высочайшие благодарности и изъявления благоволения «за порядок и устройство в заведении и за воспитание и образование девиц».
Елизавета Львовна Шарпио умерла 7 мая 1850 года в городе Москве и была похоронена на Иноверческом кладбище на Введенских горах.